# Pülgön
Pülgön (kirgisisch Пүлгөн, russisch Пульгон) ist eine Siedlung im Oblus Batken in Kirgisistan.
Zu Zeiten der Sowjetunion gehörte der Ort, damals mit dem Namen Frunsenskoje, zum Oblus Osch in der Kirgisischen Sozialistischen Sowjetrepublik. Im Jahr 2012 wurde Pülgön in Kadamdschai eingemeindet und Kadamdschai erhielt Stadtrecht.

## Lage
Der Ort liegt im Nordosten des Oblus Batken wenige Kilometer von der usbekischen Grenze entfernt, am Ortsrand von Kadamdschai. Südlich befindet sich die usbekische Enklave Shohimardon. Unweit von Pülgön führt eine Straße vorbei, die Aidarken im Westen und Kysyl-Kyja im Osten mit dem Ort verbindet. Der Ort wird durchflossen vom Fluss Schajmerden.

## Söhne und Töchter des Ortes
- Rosa Otunbajewa (* 1950), kirgisische Politikerin